# Seznam německých spisovatelů
Seznam německých spisovatelů setříděný podle abecedy.

## A
- Alexander Abusch (1902–1982), německý spisovatel, kritik a kulturní politik NDR
- Engelbert Adam (1850–1919), německy píšící básník a dramatik ze Slezska
- Bruno Adler (1889–1968), prozaik a literární historik, původem z Karlových Varů
- Ernst Adler (1903–1937), autor dětské literatury a překladatel
- Friedrich Adler (1857–1938), židovský básník a dramatik, spjatý s Prahou
- Hans Günther Adler (1910–1988), prozaik, lyrik a esejista, původem z Prahy
- Paul Adler (1878–1946), židovský prozaik, básník, esejista a překladatel spjatý s Prahou
- Theodor Wiesengrund Adorno (1903–1969), německý filosof, sociolog, estetik, hudební teoretik a komponista
- Johannes Agricola (1494–1566; vl. jménem J. Schnitter), německý spisovatel, kazatel a učitel
- Georgius Agricola (1494–1555; vl. jménem Georg Bauer), autor spisů o hornictví a minerálech
- Leopold Ahlsen (* 1927; vl. jménem Helmut Alzmann), dramatik, autor rozhlasových a televizních her
- Albrecht von Eyb (1420–1475), německý raněhumanistický spisovatel
- Willibald Alexis (1798–1871; vl. jménem Wilhelm Häring), německý spisovatel a publicista
- Alfred Andersch (1914–1980), německo-švýcarský spisovatel, autor rozhlasových her a esejista
- Johann Valentin Andreae (1586–1654), německý spisovatel, filosof a teolog
- Lou Andreas-Salomé (1861–1937), německá prozaička a esejistka
- Stefan Andres (1906–1970), německý prozaik, básník a dramatik
- Angelus Silesius (1624–1677; vl. jménem Johannes Scheffler), významný lyrik německého baroka
- Anton Ulrich von Braunschweig-Wolfenbüttel (1633–1714), německý prozaik období baroka
- Bruno Apitz (1900–1979), německý prozaik
- Erich Arendt (1903–1984), německý básník a překladatel
- Frank Arnau (1894–1976), švýcarský spisovatel a dramatik
- Ernst Moritz Arndt (1769–1860), německý spisovatel a politický publicista
- Achim von Arnim (1781–1831)
- Bettina von Arnim (1785–1859), německá spisovatelka
- Achim von Arnim (1781–1831), německý romantický básník a prozaik
- Gottfried Arnold (1666–1714), německý teolog a básník duchovních písní
- Johannes Arnold (1928–1987), německý prozaik
- Hans Arp (1887–1966), německý malíř, sochař a básník, spoluzakladatel dadaistického hnutí
- Herbert Asmodi (* 1923), německý dramatik a autor televizních her
- Jakob Audorf (1835–1898), německý dělnický básník
- Hartmann von Aue (1160–1215), středověký básník
- Berthold Auerbach (1812–1882; vl. jménem Baruch Moses Auerbacher), německý prozaik, publicista a dramatik
- Erich Auerbach (1892–1957), německý literární vědec
- Ludwig Aurbacher (1784–1847, německý učitel a spisovatel.

## B
- Erich Ballinger (1943–2002), spisovatel knih pro děti a mládež
- Barbara Bartosová-Höppnerová (1923–2006) spisovatelka knih pro děti a mládež
- Johannes Robert Becher (1891–1958), německý básník a literární teoretik, významný představitel expresionismu)
- Jurek Becker (1937–1997), německý prozaik
- Jürgen Becker (spisovatel) (* 1932), německý spisovatel
- Werner Bender (* 1928), autor knih pro mládež
- Gottfried Benn (1886–1956), německý básník a prozaik
- Max Bense (1910–1990), literární teoretik a filozof
- Sibylle Bergová (* 1962), prozaička, dramatička a novinářka, od roku 2012 má švýcarské občanství
- August Ferdinand Bernhardi (1769–1820) - lingvista a spisovatel
- Horst Bienek (1930–1990), romanopisec
- Maxim Biller (* 1960), spisovatel a novinář původem z Prahy
- Johannes Bobrowski (1917–1965), východoněmecký básník a prozaik
- Johann Nikolaus Böhl von Faber (1770–1836), hispanista a literární kritik, který podporoval ve Španělsku myšlenku romantismu
- Heinrich Böll (1917–1985), poválečný prozaik, držitel Nobelovy cena za literaturu (1972)
- Volker Braun (* 1939), německý dramatik
- Alfred Edmund Brehm (1829–1884), zoolog
- Clemens Brentano (1778–1842), německý romantický básník
- Bertolt Brecht (1898–1956), německý dramatik a prozaik
- Georg Büchner (1813–1837), hesenský spisovatel a revolucionář, významný představitel tzv. doby předbřeznové
- Gottfried August Bürger (1747–1794), preromantický básník, prozaik a překladatel

## C
- Hanns Cibulka
- Adalbert von Chamisso

## D
- Karl Dedecius (1921–2016), německý spisovatel a překladatel z polštiny
- Alfred Döblin (1878–1957), expresionistický spisovatel
- Wulf Dorn (* 1969), německý spisovatel
- Tankred Dorst (1925–2017), německý dramatik
- Lieselotte Düngel-Gillesová (* 1922), autorka knih pro děti a mládež
- Wolf Durian (1892–1969), autor knih pro děti a mládež

## E
- Günter Eich (1907–1972)
- Joseph von Eichendorff (1788–1857)
- Hans Magnus Enzensberger (* 1929), básník, spisovatel, překladatel a redaktor
- Jenny Erpenbecková (* 1967), spisovatelka

## F
- Sebastián Fabricius (1625–1681)
- Hans Fallada
- Lion Feuchtwanger
- Claus Cornelius Fischer
- Rudolf Fischer (1901–1957)
- Friedrich de la Motte Fouqué (1777–1843)
- Bruno Frank (1887–1945)
- Anne Franková (1929–1945)
- Heinrich von Freiberg
- Ferdinand Freiligrath (1810–1876)
- Axel Frelau (1909–1987)
- Herbert Friedrich

## G
- Wilhelm Genazino (* 1943)
- Stefan George (1868–1933), básník
- Friedrich Gerstäcker (1816–1872), cestovatel a prozaik
- Heinrich Wilhelm von Gerstenberg (1737–1823)
- Johann Wolfgang von Goethe (1749–1832)
- Rainald Goetz (* 1954), spisovatel
- Joseph Görres (1776–1848)
- Christian Dietrich Grabbe (1801–1836)
- Hans Jakob Christoffel von Grimmelshausen (1622–1676)
- Jacob Grimm (1785–1863), jazykovědec a pohádkář
- Wilhelm Grimm (1786–1859), jazykovědec a pohádkář
- Günter Wilhelm Grass (1927)
- Olga Grjasnova (* 1984)
- Durs Grünbein (* 1962), německý básník

## H
- Iris Hanika (* 1962), spisovatelka
- Wilhelm Hauff (1802–1827), básník, autor dětské literatury a sběratel pohádek
- Gaby Hauptmann (*1957), novinářka a spisovatelka, autorka dětské literatury
- Peter Härtling (1933–2017), dramatik, básník a spisovatel, autor knih pro děti
- Heinrich Heine (1797–1856), prozaik, básník, publicista a esejista,
- Christoph Hein (* 1944),  spisovatel, překladatel a esejista
- Helmut Heißenbüttel (1921–1996), literární teoretik a spisovatel
- Thomas Hettche (* 1964), prozaik
- Georg Heym (1887–1912), básník
- Johann Gottfried Herder (1744–1803), filozof, básník, literární vědec a publicista
- Wolfgang Herrndorf (1965–2013), spisovatel a ilustrátor
- Eberhard Hiob
- Robert Hohlbaum (1886–1955), knihovník a dramatik
- Karl von Holtei (1798–1880), básník, dramatik, prozaik, divadelní režisér a divadelní herec.
- Ernst Theodor Wilhelm Hoffmann (1776–1822), romanopisec, divadelní kritik a dramatik
- Rolf Hochhuth (1931–2020),  dramatik, spisovatel, lektor a scenárista
- Friedrich Hölderlin (1770–1843), knihovník, překladatel, lyrik

## Ch
- Adalbert von Chamisso

## J
- Jan ze Žatce
- Sabrina Janesch (* 1985)
- Uwe Johnson (1934–1984)

## K
- Franz Kafka (1883–1924), pražský německy píšící spisovatel
- Erich Kästner (1899–1974), novinář a autor knih pro děti
- Daniel Kehlmann (* 1975), spisovatel
- Justinus Kerner (1786–1862)
- Bodo Kirchhoff (* 1948), spisovatel
- Sarah Kirsch, německá lyrička
- Eduard Klein, (1923–1999)
- Heinrich von Kleist, (1777–1811)
- Ewald Christian von Kleist (1715–1759), německý básník a pruský oficír.
- Victor Klemperer (1881–1860), spisovatel a literární historik, romanista
- Friedrich Maximilian von Klinger, (1752–1831)
- Friedrich Gottlieb Klopstock, německý básník a jazykovědec
- Karel Klostermann (1848–1923), realistický spisovatel Pošumaví
- Wolfgang Koeppen (1906–1996), německý spisovatel
- Konrad von Würzburg (1225–1287), středověký básník
- Robert Kraft (1859–1916), autor kolportážních románů
- Brigitte Kronauerová (* 1940), spisovatelka
- Renate Krügerová (* 1934), historička umění, novinářka a spisovatelka
- Judith Kuckart (* 1959), německá spisovatelka
- Michael Kumpfmüller (* 1961), německý spisovatel
- Günter Kunert (* 1929), německý básník poválečného období
- Reiner Kunze (* 1933), spisovatel
- Gustav Kühne (1806–1888), pseudonym Mondsteiner, básník, dramatik a literární kritik
- Anna Louisa Karschová (1722–1791), německá básnířka narozená ve Slezsku.
- Karoline Louise von Klencke (1754–1802), německá básnířka.

## L
- Werner Legère (1912–1998), autor knih pro mládež
- Thomas Lehr (* 1957), německý spisovatel
- Mariana Leky (* 1973)
- Nikolaus Lenau (1802–1850)
- Jakob Michael Reinhold Lenz (1751–1792)
- Siegfried Lenz (1926–2014)
- Gotthold Ephraim Lessing (1729–1781), kritik a dramatik
- Dea Loher (* 1964), německá dramatička
- Martin Luther (1483–1546), teolog

## M
- Andreas Maier (* 1967), romanopisec a sloupkař
- Heinrich Mann (1871–1950), spisovatel, bratr Thomase Manna
- Klaus Mann (1906–1949), romanopisec
- Thomas Mann (1875–1955), prozaik a esejista, držitel Nobelovy ceny za literaturu
- Karel May (1842–1912), romanopisec
- Stefan Meetschen (* 1969), novinář, spisovatel a překladatel
- Willi Meinck (1914–1993), autor dobrodružných knih a cestopisů zejména pro mládež
- Thomas Melle (* 1975), spisovatel, divadelní dramatik
- Garlieb Merkel (1769-1850), pobaltský národní buditel
- Clemens Meyer (* 1977), německý prozaik
- Joachim Meyerhoff (* 1967), německý herec a spisovatel
- Gustav Meyrink (1868–1932), romanopisec
- Klaus Modick (* 1951), německý prozaik
- Christian Morgenstern (1871–1914), básník a prozaik, předchůdce dadaismu
- Eduard Mörike (1804–1875), romantický básník, prozaik a překladatel
- Martin Mosebach (* 1951), spisovatel
- Adam Müller (1779–1829), romantický spisovatel, filozof,literární kritik

## N
- Ingrid Nollová (* 1935), německá spisovatelka
- Novalis (1772–1801)
- Benedikte Naubertová (1752–1819) německá autorka historických románů a sběratelka pohádek.

## P
- Jean Paul (1763–1825)
- Ulrich Peltzer (* 1956), prozaik a diplomovaný psycholog
- Leo Perutz
- Benno Pludra (1925–2014), autor knih pro děti a mládež
- Mirjam Presslerová (* 1940), autorka knih pro děti a mládež

## R
- Hans-Peter Raddatz (* 1941), německý orientalista, publicista a obchodník
- Sven Regener (* 1961), hudebník a spisovatel
- Erich Maria Remarque
- Ludwig Renn (1889–1979)
- Sir John Retcliffe (1815–1878), autor dobrodružný románů
- Emmy von Rhoden (1829–1885), autorka dívčích románů
- Götz Rudolf Richter (1923–2016), spisovatel knih pro mládež
- Rainer Maria Rilke (1875–1956), lyrik pražského původu
- Ralf Rothmann (* 1953), německý spisovatel
- Peter Rühmkorf (1929–2008), německý spisovatel, básník
- Sophie von La Roche (1730–1807), německá spisovatelka a salonnière.

## S
- Gregor Sander (* 1968), německý prozaik
- Rahel Sanzara (Johanna Bleschke) (1894–1936), tanečnice, herečka a spisovatelka
- Hans Joachim Schädlich (* 1935), spisovatel a esejista
- Alfred Schirokauer (1880–1934), prozaik, scenárista a režisér
- Arno Schmidt (1914–1979), prozaik a překladatel
- Anna Seghersová (1900–1981), spisovatelka
- Paul Scheerbart (1863–1915), spisovatel a kreslíř, pacifista
- Friedrich Schiller (1759–1805), básník, dramatik a historik, přední představitel výmarské klasiky
- Ferdinand von Schirach (* 1964), německý právník, obhájce a spisovatel
- Bernhard Schlink (* 1944), spisovatel a profesor historie práva, autor románu Předčítač
- Ingo Schulze (* 1962), spisovatel, autor knih Obyčejný storky či Adam a Evelyn
- Gustav Schwab (1792–1850).
- Kurt Schwitters (1887–1948), básník a malíř
- Arnold Stadler (* 1954), německý prozaik
- Johann Adam Steinmetz (1689–1762), evangelický teolog a spisovatel
- Ulf Stolterfoht (* 1963), německý básník
- Botho Strauß (* 1944), prozaik a dramatik
- Michael Szameit (1950–2014), spisovatel sci-fi

## T
- Kaspar von Teutleben (1576–1629)
- August Thieme (1780–1860)
- M. Z. Thomas (* 1915)
- Harry Thürk (1927–2005)
- Ludwig Tieck (1773–1853)
- Sophie Tiecková (1775–1833)
- Christoph August Tiedge (1752–1841)
- Werner Tiltz (* 1944)
- B. Traven (asi 1882 nebo 1890–asi 1969)
- Hans-Ulrich Treichel (* 1952)
- Ilija Trojanow
- Franz Tumler (1912–1998)

## U
- Friedrich von Uechtritz (1800–1875)
- Ludwig Uhland (1787–1862), německý básník, literární vědec, právník a politik
- Johannes Urzidil (1896–1970), pražský německý spisovatel
- Johann Peter Uz (1720–1796)

## V
- Thomas Valentin (1922–1980)
- Birgit Vanderbekeová (* 1956)
- Melchior Vischer (1895–1975), německý spisovatel a režisér, původem z Teplic
- Max Vogler (1854–1889)
- Johann Heinrich Voß (1751–1826)

## W
- Richard Wagner (1813–1883)
- Martin Walser (* 1927)
- Günther Weisenborn (1902–1969), prozaik a dramatik
- Benedict Wells
- Ernst Wiechert
- Christoph Martin Wieland
- Karl Gottlieb von Windisch
- Wolfram von Eschenbach (asi 1170–asi 1220), středověký básník
- Herbert Wotte
- Konrad von Würzburg (1225–1287), středověký básník
- Otfried von Weißenburg (790–875), staroněmecký básník

## Z
- Maximilian Zander (* 1929)
- Heinrich Zschokke (1771–1848), německo-švýcarský prozaik, dramatik a teolog
- Julius Wilhelm Zinkgref (1591–1635)
- Carl Zuckmayer (1896–1977)
- Arnold Zweig (1887–1968)
- Gerhard Zwerenz (* 1925)